# 大哈普山

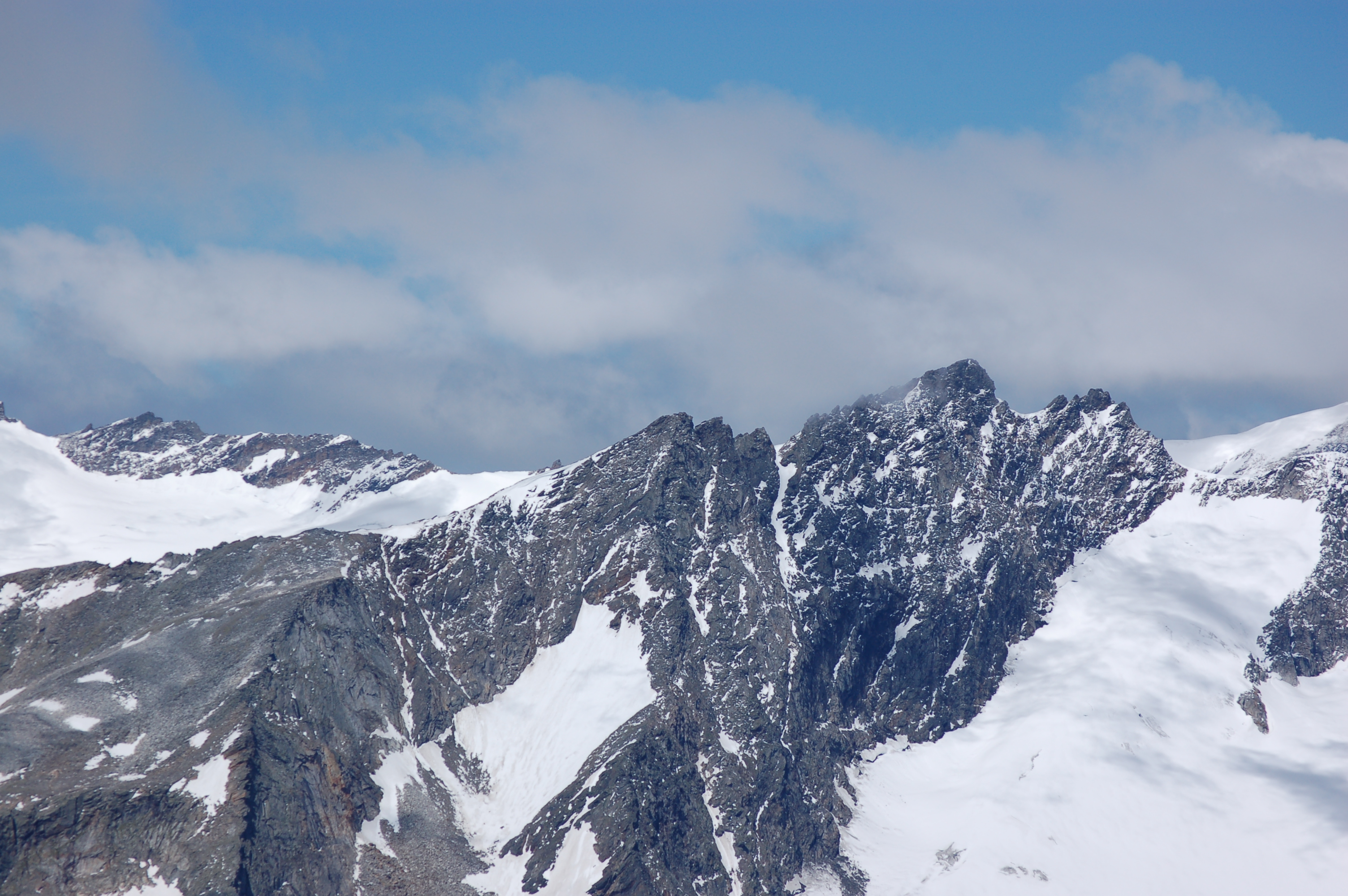

大哈普山（德語：Großer Happ），是奧地利的山峰，位於該國西部，由蒂羅爾州負責管轄，屬於維內迪傑山脈的一部分，海拔高度3,352米，每年平均降雨量1,971毫米。